# 小別列贊西克
49°32′29″N 30°34′42″E / 49.54139°N 30.57833°E
小貝雷贊斯凱（烏克蘭語：Малоберезанське）是位於烏克蘭北部的村莊，由基辅州白采爾克瓦區的塔拉夏市鎮負責管轄。該村始建於1920年，面積0.31平方公里，海拔高度172米，2001年人口26，人口密度每平方公里84.1人。